# Aglomeracja łódzka

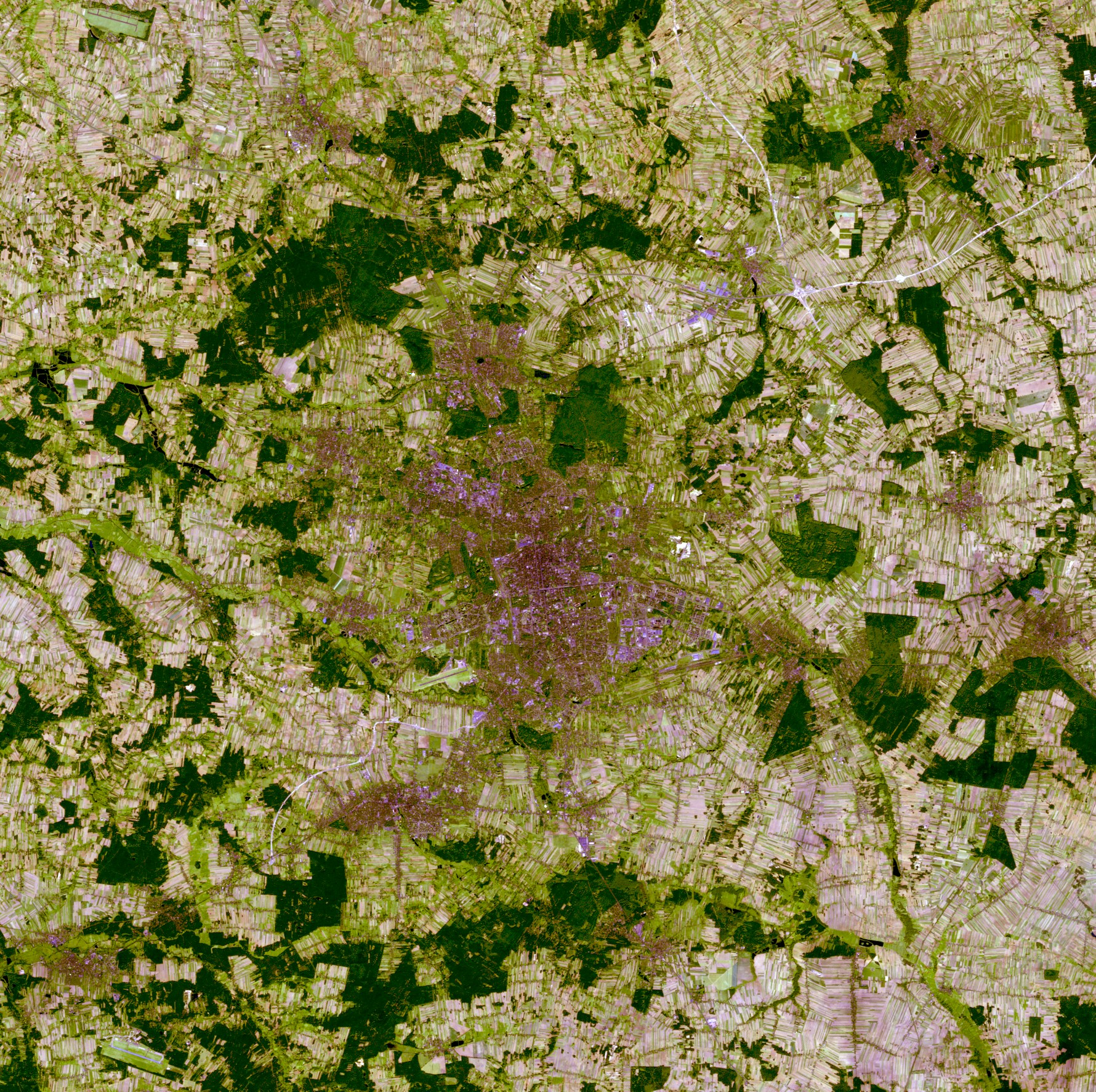
Zdjęcie satelitarne Łodzi i otoczenia miasta, LandSat-5, sztuczne kolory, data 26 września 2011

Aglomeracja łódzka – aglomeracja monocentryczna w środkowej części województwa łódzkiego, z miastem centralnym Łodzią.
W zależności od koncepcji i przyjętych kryteriów delimitacji obszarów, liczba ludności zamieszkującej aglomerację wynosi od około 1 mln do około 1,1 mln osób. 
W latach 1975–1998 istniało województwo łódzkie, obejmujące mniej więcej obszar obecnej aglomeracji łódzkiej. 

## Miasta aglomeracji łódzkiej
- Łódź – 652 015 mieszkańców, pow. 29 325 ha
- Pabianice – 60 598 mieszk., pow. 3 299 ha
- Zgierz – 53 543 mieszk., pow. 4 233 ha
- Aleksandrów Łódzki – 22 002 mieszk., 1 382 ha
- Konstantynów Łódzki – 19 231 mieszk., 2 725 ha
- Ozorków – 18 064 mieszk., 1 546 ha
- Głowno – 13 116 mieszk., 1 984 ha
- Koluszki – 12 046 mieszk., 990 ha
- Brzeziny – 11 949 mieszk., 2 158 ha
- Tuszyn – 7 171 mieszk., 2 325 ha
- Rzgów – 3 457 mieszk., 1 677 ha
- Stryków – 3 363 mieszk., 815 ha
- Lutomiersk – 1 574 mieszk., 520 ha[1]

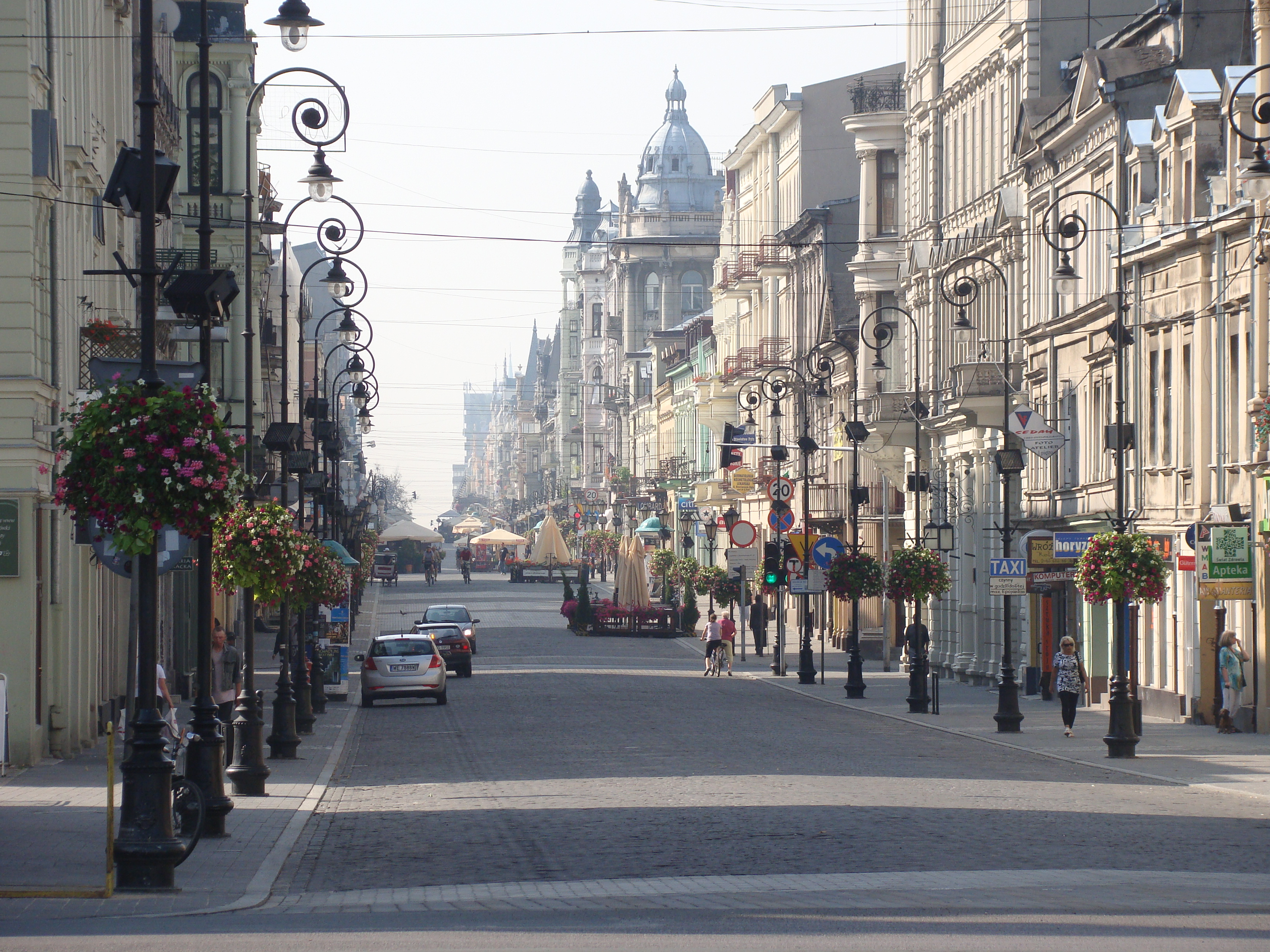
Łódź
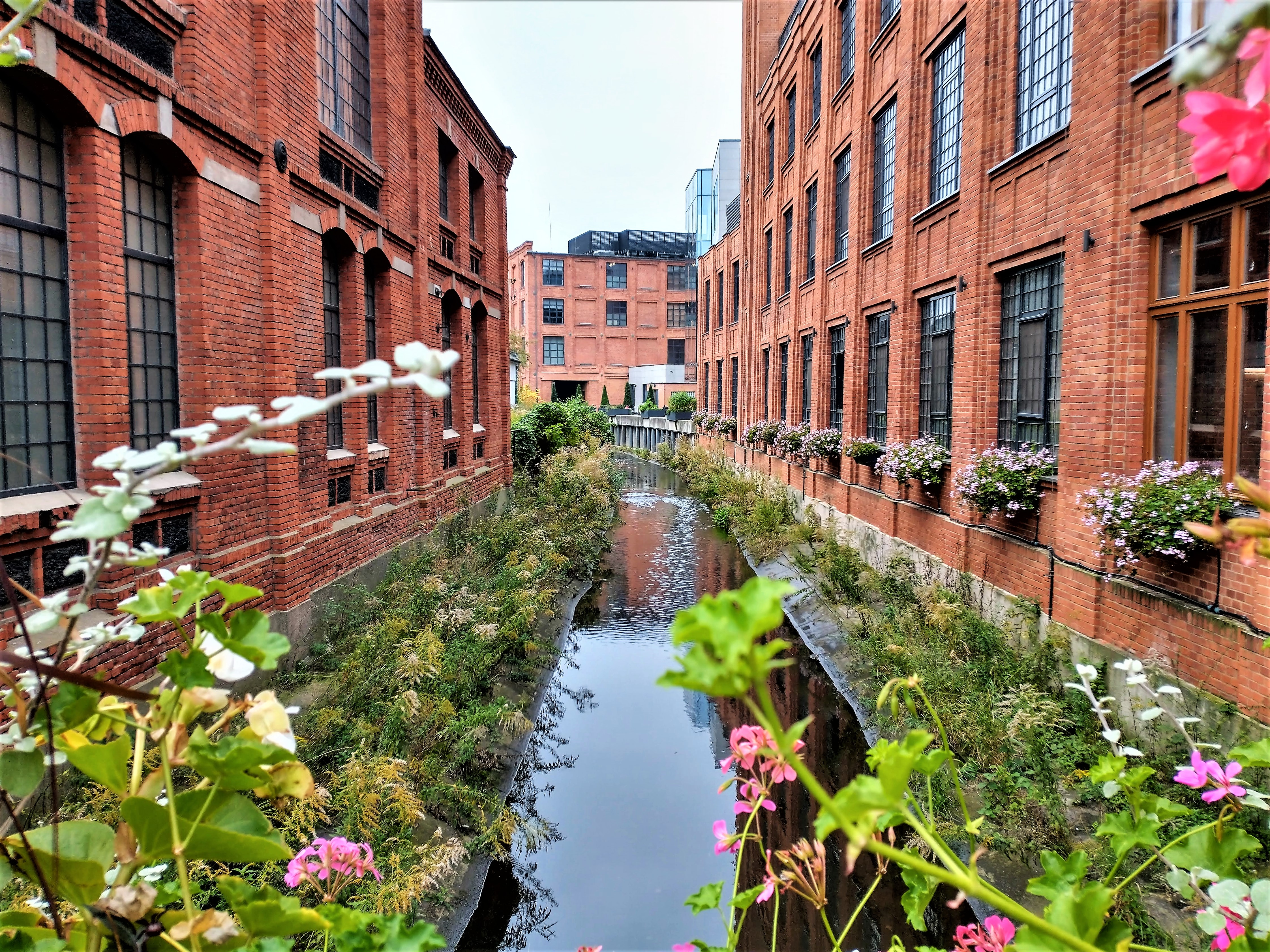
Pabianice
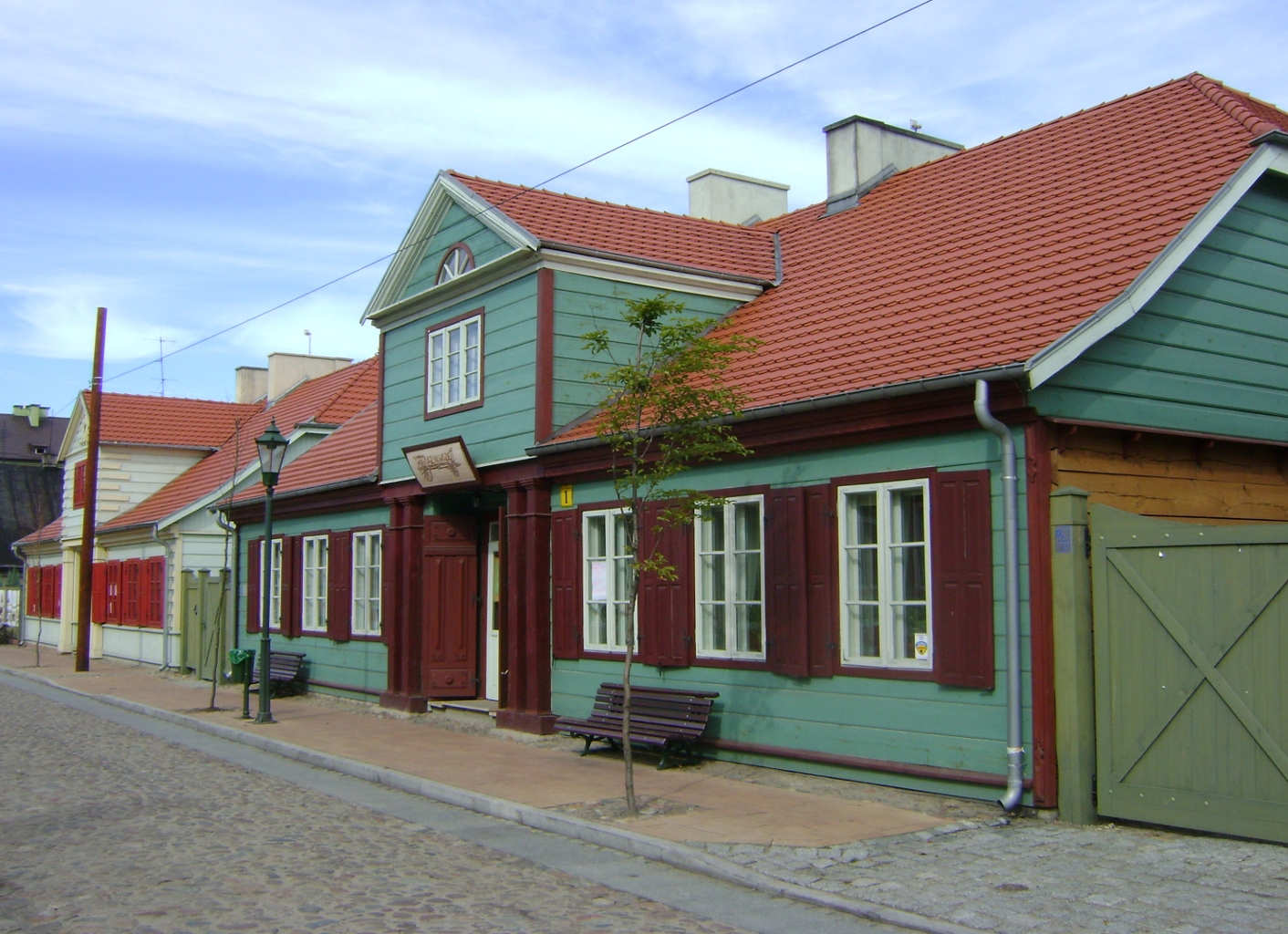
Zgierz
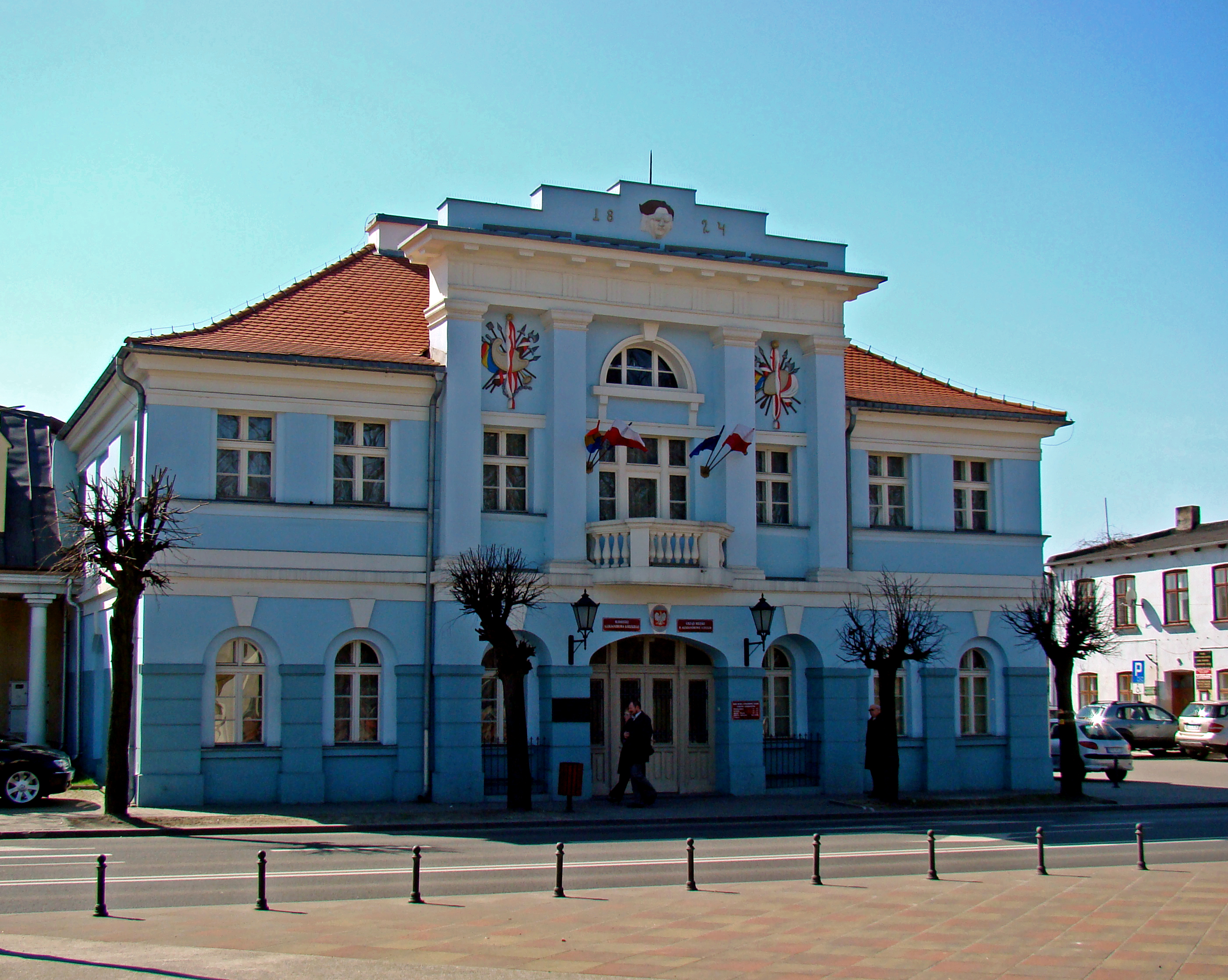
Aleksandrów Łódzki
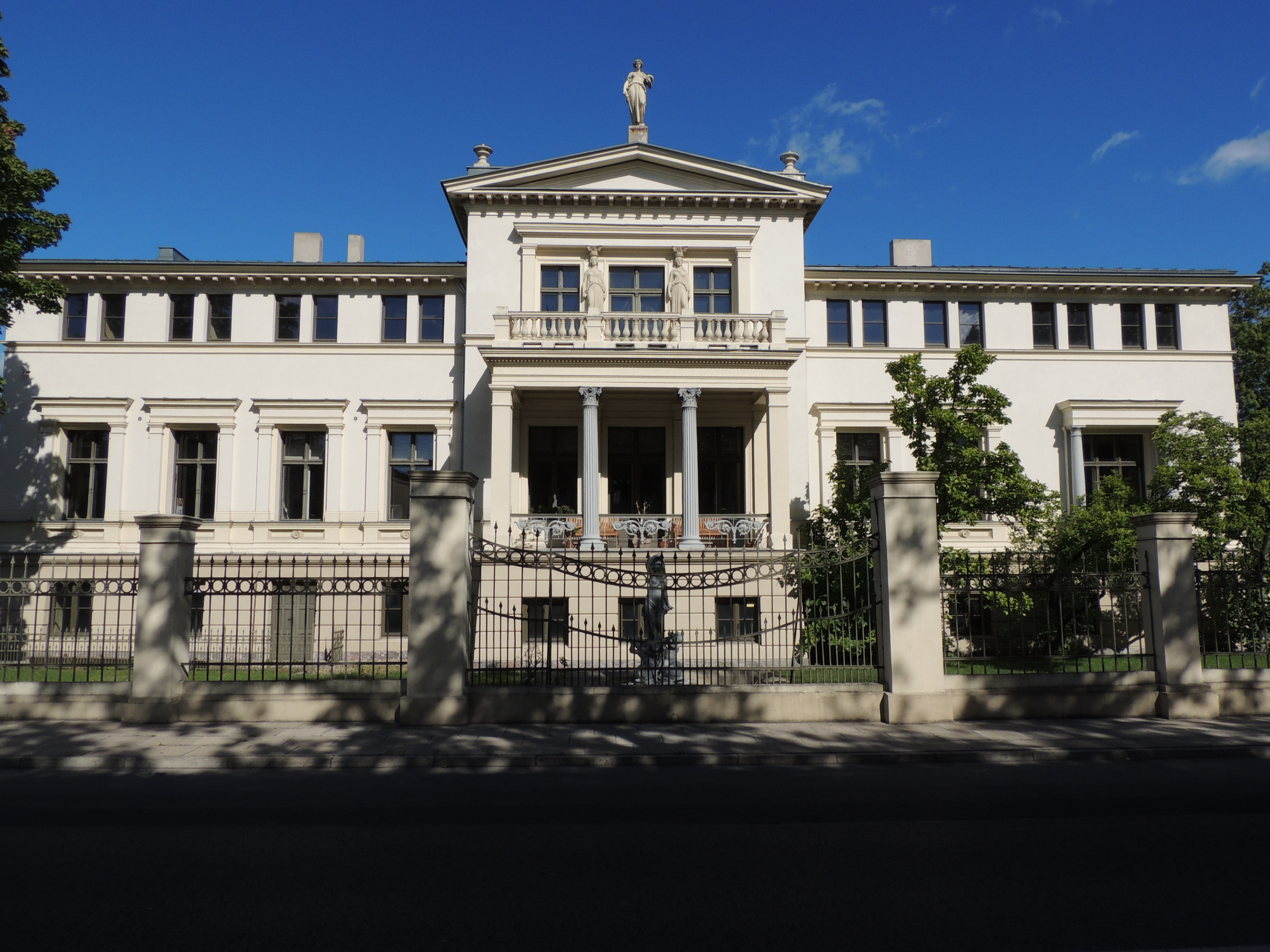
Ozorków

## Koncepcje aglomeracji łódzkiej

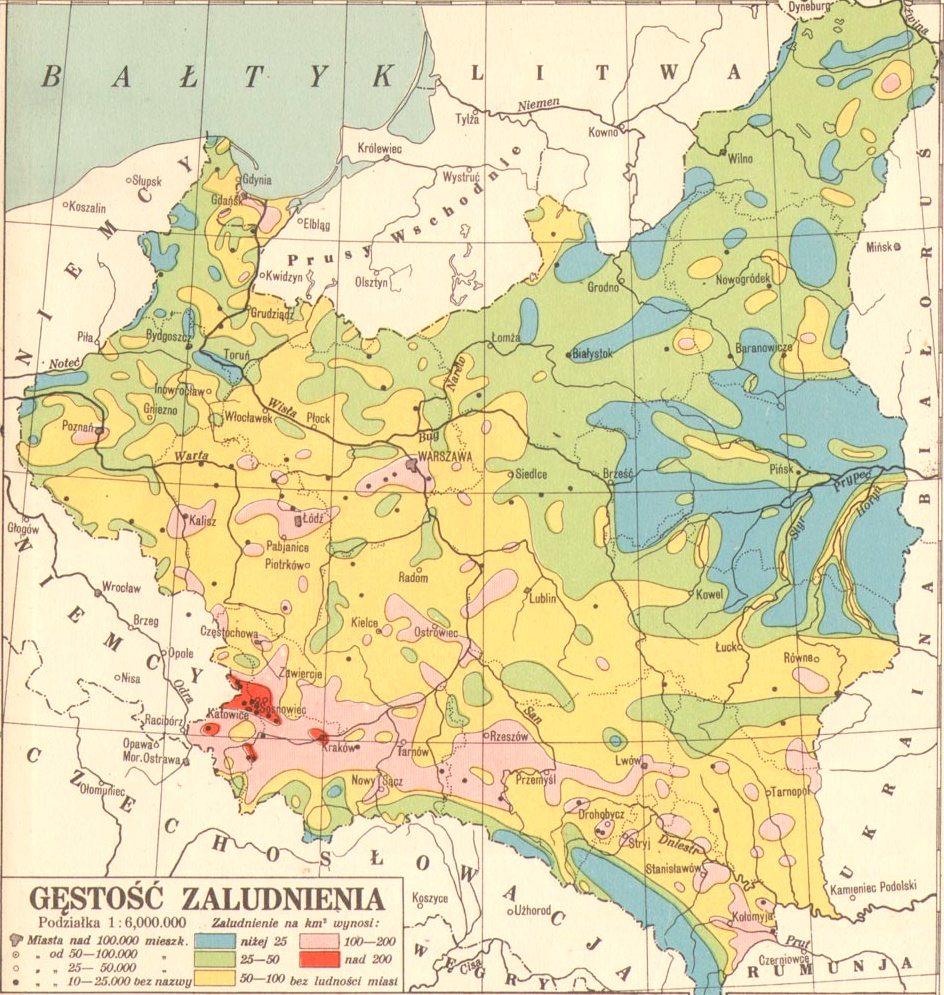
Polska, gęstość zaludnienia (1930)

### Aglomeracja według P. Swianiewicza i U. Klimskiej
W 2005 r. Paweł Swianiewicz oraz Urszula Klimska wyznaczyli obszar aglomeracji obejmujący miasto centralne Łódź oraz przyległych 19 gmin. Obszar ten w 2002 r. zamieszkiwało 1129 tys. osób. Przy wyznaczaniu aglomeracji przeprowadzono delimitację obszarów przyległych, uwzględniając saldo migracji w latach 1998–2002, gęstość zaludnienia (w 2002 r.), współczynnik zatrudnienia związany z natężeniem dojazdów.
|                           | Liczba ludności (2010-12-31) [osób] | Powierzchnia (2011-01-01) [km²] | Gęstość zaludnienia [osób/km²] |
| ------------------------- | ----------------------------------- | ------------------------------- | ------------------------------ |
| Łódź                      | 737098                              | 293,25                          | 2513,55                        |
| gmina Aleksandrów Łódzki  | 28018                               | 116,43                          | 240,64                         |
| gmina Andrespol           | 12500                               | 23,34                           | 535,56                         |
| gmina Brójce              | 5868                                | 69,02                           | 85,02                          |
| gmina Dłutów              | 4306                                | 101,23                          | 42,54                          |
| gmina Dobroń              | 7308                                | 95,46                           | 76,56                          |
| Głowno (gmina miejska)    | 14940                               | 19,84                           | 753,02                         |
| gmina Ksawerów            | 7328                                | 13,64                           | 537,24                         |
| gmina Koluszki            | 23272                               | 157,20                          | 148,04                         |
| Konstantynów Łódzki       | 17688                               | 27,25                           | 649,10                         |
| gmina Lutomiersk          | 7506                                | 133,92                          | 56,05                          |
| gmina Nowosolna           | 4364                                | 53,98                           | 80,84                          |
| Ozorków (gmina miejska)   | 20189                               | 15,46                           | 1305,89                        |
| Pabianice (gmina miejska) | 68550                               | 87,69                           | 781,73                         |
| gmina Pabianice (wiejska) | 6326                                | 32,99                           | 191,76                         |
| gmina Rzgów               | 9548                                | 66,32                           | 143,97                         |
| gmina Stryków             | 12332                               | 157,90                          | 78,10                          |
| gmina Tuszyn              | 11846                               | 129,90                          | 91,19                          |
| gmina Zgierz (wiejska)    | 12374                               | 199,05                          | 62,17                          |
| Zgierz (gmina miejska)    | 57900                               | 42,33                           | 1367,82                        |
| Razem (aglomeracja)       | 1069261                             | 1836,2                          | 582,32                         |

### Aglomeracja według J. Paryska
W 2008 r. Jerzy Jan Parysek przedstawił, że głównymi ośrodkami aglomeracji są: Łódź, Zgierz, Pabianice, Ozorków, Aleksandrów, Konstantynów, Brzeziny. Wskazał, że obszar aglomeracji zamieszkuje 1,1 mln osób.

### Inne koncepcje
Inne koncepcje aglomeracji, obszaru funkcjonalnego, zespołu miejskiego Łodzi:
- według programu ESPON obszar funkcjonalny Łodzi (FUA, ang. Functional Urban Area) w 2002 r. zamieszkiwało 1165 tys. osób[6].
- według Eurostat w 2001 r. (LUZ Łódź, ang. Larger Urban Zone) – 1 180 585 mieszkańców i obszar 2857,51 km²[7][8], które dane przyjął też T. Markowski[9],
- według Eurostat w 2004 r. (LUZ Łódź, ang. Larger Urban Zone) – 1 163 516 mieszkańców i obszar 2857,51 km²[8][7],

## Infrastruktura

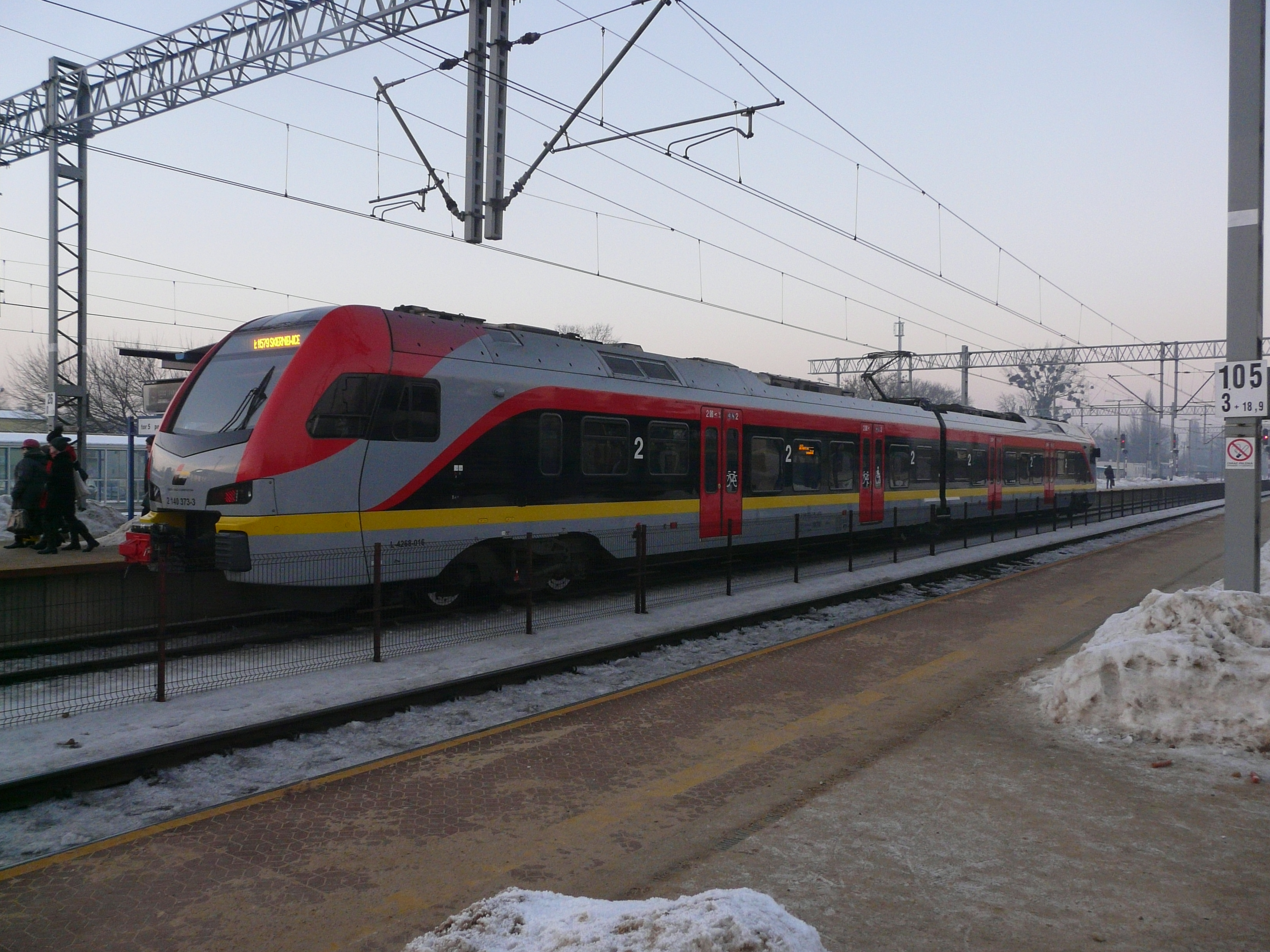
Pociąg ŁKA na stacji Koluszki

Miasta satelickie Łodzi połączone są z nią komunikacją kolejową, tramwajową i autobusową. Linie tramwajowe łączą Łódź z Pabianicami, Zgierzem i Konstantynowem Łódzkim a autobusowe z Aleksandrowem Łódzkim i Lutomierskiem.
W roku 2008 uruchomiony został projekt szybkiej linii tramwajowej o nazwie Łódzki Tramwaj Regionalny, który miał połączyć największe miasta aglomeracji: Pabianice, Łódź i Zgierz. Pabianice i Zgierz wycofały się z projektu ze względów finansowych. W latach 2014–2020 zaplanowana była realizacja założeń nowego projektu, która sfinalizowana została 1 lipca 2023. Planowana jest także modernizacja pozostałych odcinków podmiejskich linii tramwajowych.
W czerwcu 2014 sfinalizowany został pierwszy etap projektu budowy systemu Łódzkiej Kolei Aglomeracyjnej, oparty na istniejących liniach kolejowych, nowych i modernizowanych stacjach, przystankach i dworcach, nowych elektrycznych zespołach trakcyjnych i wspólnej taryfie z innymi przewoźnikami autobusowymi, tramwajowymi i kolejowymi. Piąty etap realizacji projektu miał zakończyć się w styczniu 2023.